# 印度狗母鱼
印度狗母鱼（学名：Synodus indicus）為輻鰭魚綱仙女魚目合齒魚亞目合齒魚科狗母鱼属的鱼类。分布于印度洋、太平洋以及南海等海域，一般生活于热带海洋50米水深的海区中，體長可達33公分，為底棲性魚類，生活在沙泥底質海域，屬肉食性，可做為食用魚。该物种的模式产地在印度马德拉斯。
它体长可达33公分，在20-100公尺深之海域生活。